# NGC 3289
NGC 3289 is een balkspiraalstelsel in het sterrenbeeld Luchtpomp. Het hemelobject werd op 20 april 1835 ontdekt door de Britse astronoom John Herschel.

## Synoniemen
- ESO 375-65
- MCG -6-23-54
- PGC 31253